# Thiên hà xoắn ốc lùn

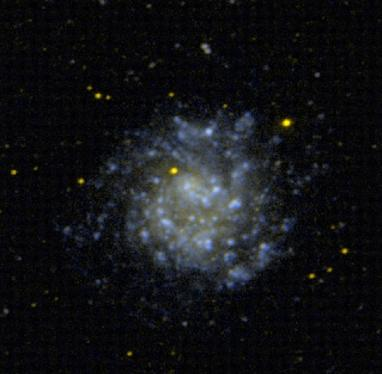
NGC 5474, một ví dụ về thiên hà xoắn ốc lùn.

Thiên hà xoắn ốc lùn là phiên bản lùn của thiên hà xoắn ốc. Các thiên hà lùn được đặc trưng là có độ sáng thấp, đường kính nhỏ (dưới 5 kpc), độ sáng bề mặt thấp và lượng hydro thấp. Các thiên hà này có thể được coi là một phân lớp của các thiên hà có độ sáng bề mặt thấp.
Các thiên hà xoắn ốc lùn, đặc biệt là các thiên hà lùn tương tự các thiên hà xoắn ốc loại Sa-Sc, là khá hiếm. Ngược lại, các thiên hà elip lùn, thiên hà vô định hình và phiên bản lùn của các thiên hà xoắn ốc Magellanic (có thể được coi là chuyển tiếp giữa xoắn ốc và vô định hình về mặt hình thái) là rất phổ biến.
Có ý kiến cho rằng các thiên hà xoắn ốc lùn có thể biến đổi thành các thiên hà elip lùn, đặc biệt là trong môi trường cụm dày đặc.

## Ví dụ
- NGC 5474
- NGC 247
- NGC 6503
- NGC 3928
- NGC 625
- NGC 1051
- NGC 1311
- NGC 2188